# Phyllostegia electra
Phyllostegia electra är en kransblommig växtart som beskrevs av Charles Noyes Forbes. Phyllostegia electra ingår i släktet Phyllostegia och familjen kransblommiga växter. Inga underarter finns listade i Catalogue of Life.

## Bildgalleri

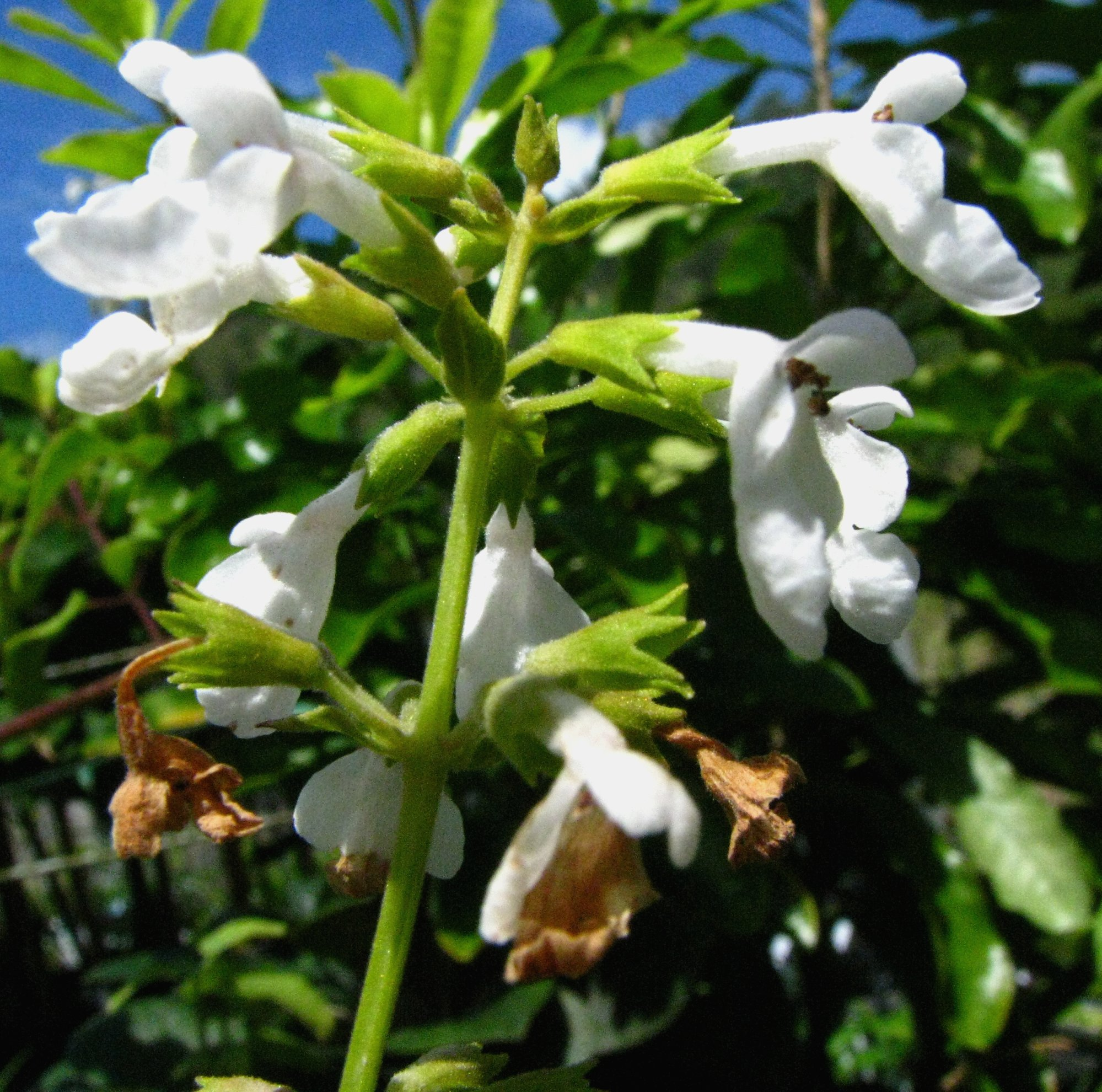
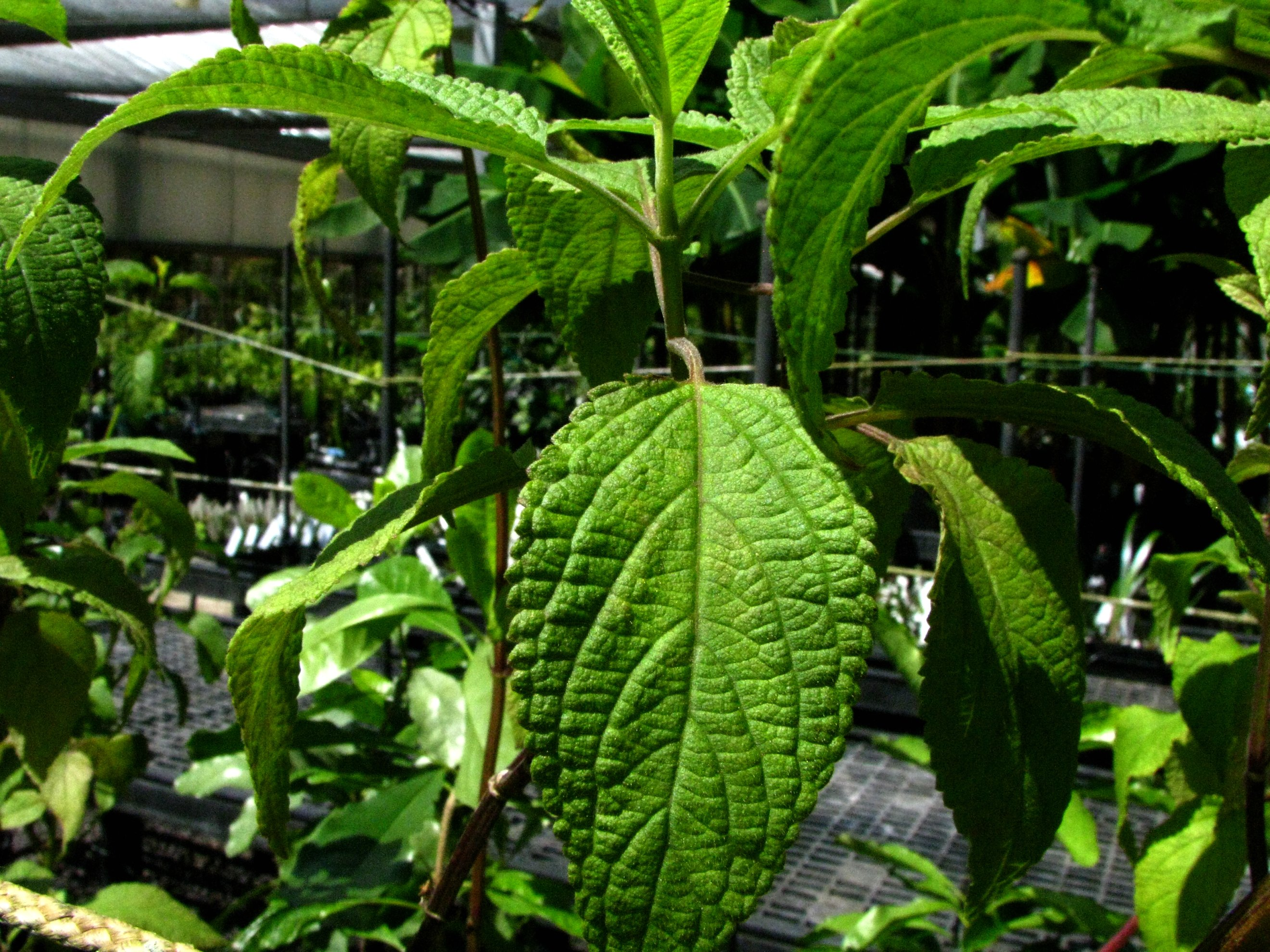